# Веслоніг кісткоголовий
Веслоніг кісткоголовий (Polypedates otilophus) — вид земноводних з роду Веслоніг родини Веслоногі. Інша назва «борнеоський веслоніг».

## Опис
Загальна довжина досягає 6,4—9,7 см. Спостерігається статевий диморфізм: самиці більші за самців. Голова більш витягнута, ніж широка, має трикутну форму, може бути звуженою. Щелепи виступають у бік, доволі загострені. Очі з горизонтальними жовто-сірими зіницями. Барабанна порожнина помітна. Сошникові зуби розташовані косою групою, ближче до хоани. У самців є горловий резонатор. Позаду очей й барабанної порожнини присутній зубчастий, кістлявий хребет. Тулуб кремезний. Шкіра спини загалом гладенька, інколи шипувата. З боків та на череві присутні товсті горбики. Кінцівки тонкі. 4 пальці з великими дисками-присосками. Перетинки недорозвинені. У самців є сіруваті шлюбні мозолі. У цього веслонога є внутрішній п'ятковий бугор.
Забарвлення спини коливається від світло-коричневого або сірого до жовтувато-коричневого або яскраво-жовтого кольору. Численні тонкі чорні смуги проходили ззаду від голови. Пахова область з чорними лініями і крапками, стегна мають 7—11 вузьких чорних смуг по передній і задній поверхнях. Черево забарвлено у кремовий або брудно-білий колір.

## Спосіб життя
Полюбляє вторинні ліси, високу рослинність поблизу стоячих водойм. Зустрічається на висоті до 500 м над рівнем моря. Веде деревний спосіб життя. Активний вночі. Живиться комахами, перш за все цвіркунами, та павуками.
Парування й розмноження відбувається у квітні-червні. Самиці створюють з піни своєрідні гнізда, куди відкладають яйця. Пуголовки скочуються у воду, де проходять метаморфозу.

## Розповсюдження
Мешкає на островах Ява, Калімантан, Суматра.